# Tuxpan
Tuxpan albo Tuxpan de Rodríguez Cano – miasto we wschodnim Meksyku, w stanie Veracruz, nad rzeką Tuxpan, w pobliżu jej ujścia do Zatoki Meksykańskiej. Około 126,6 tys. mieszkańców.